# Claudia Metrodora
Claudia Metrodora (fl. I secolo) è stata un magistrato e mecenate greco-romana, la cui vita ci è nota attraverso un'iscrizione rinvenuta ad Efeso e alcuni decreti civici di Chio.
Figlia di Claudio Kalobrotos di Teo, venne adottata, insieme al fratello, da Skytheinos di Chio. 
A Chio raggiunse i più alti gradi della magistratura locale, fregiandosi del titolo di stephanophoros. Venne nominata quattro volte ginnasiarca. Fu anche basilea per la lega ionica.
Durante i suoi magisteri, finanziò la costruzione di bagni pubblici, l'approvvigionamento di olio di fegato per uso pubblico, l'organizzazione di banchetti.
Dall'iscrizione rinvenuta a Efeso, si apprende che dopo il matrimonio si trasferì in quella città, ma non ci è noto il nome del marito.
Le è stato dedicato il cratere Metrodora sulla superficie di 4 Vesta.